# Kefar Sawa
Kefar Sawa (hebr. כפר סבא; arab. كفار سابا) – miasto położone w Dystrykcie Centralnym w Izraelu.
Leży na równinie Szaron w aglomeracji miejskiej Gusz Dan, w otoczeniu miast Ra’ananna i Hod ha-Szaron, moszawów Gan Chajjim, Sede Warburg, Cofit, Newe Jamin, Eliszama, Kefar Malal i Ramot ha-Szawim, kibucu Nir Elijjahu, oraz wiosek Bet Berl i Sede Chemed. W odległości 5 km na wschód od miasta znajduje się terytorium Autonomii Palestyńskiej i arabskie miasto Kalkilja.

## Historia

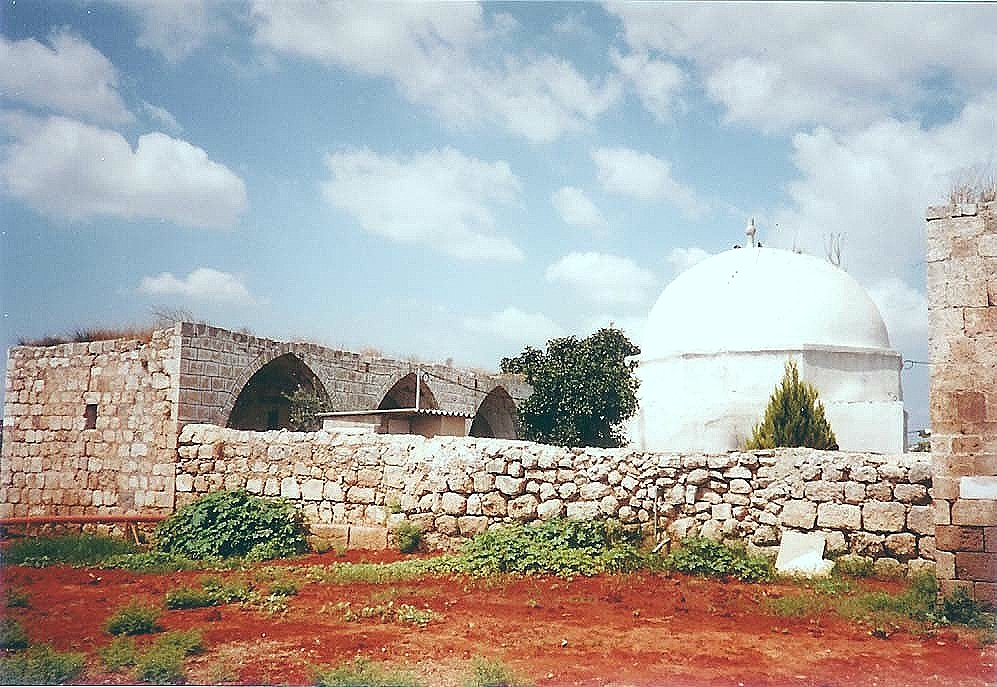
Przypuszczalny grobowiec Beniamina w Kefar Sawie

Na północnych peryferiach miasta znajduje się grobowiec, który powszechnie uznaje się za miejsce pochowania Beniamina, syna Jakuba. Miejsce to jest czczone zarówno przez Muzułmanów, jak i przez Żydów.
W starożytności znajdowało się tutaj miasto Capharsaba należące do izraelskiego plemienia Efraima. Wspomina o nim żydowski historyk Józef Flawiusz, gdy opisuje wysiłki Aleksandra Jannaja zatrzymania wojsk syryjskich (Antiquities, tom 13, rozdz. 15). Również Talmud wspomina Kefar Sawę, wymieniając wysokość podatku płaconego przez miasto. W następnych latach istniała tutaj arabska wioska Kafr Saba.
W 1892 r. grupa żydowskich aktywistów syjonistycznych z Jerozolimy zakupiła tutejsze ziemie od arabskich rolników. Usiłowano namówić jakiś pionierów do osiedlenia się w Kefar Sawie, jednak nie znaleziono chętnych, ponieważ tutejsze ziemie były całkowicie jałowe, półpustynne, zaniedbane i nie uprawiane. Dodatkowo turecki pasza odmówił wydania zezwolenia budowlanego.
W 1896 r. ziemię odkupił baron Edmond James de Rothschild. W 1903 przekazał on ziemię rolnikom z osady Petach Tikwa, którzy następnie odsprzedali ją nowo przybyłym do Palestyny żydowskim imigrantom. W 1905 nastąpiło zasiedlenie osady. Pierwsi mieszkańcy musieli mieszkać w szopach z gliny i słomy. Utrzymywali się oni z uprawy migdałów, winorośli i oliwek. W 1912 uzyskano stosowne pozwolenia i w 1913 wybudowano pierwszy dom mieszkalny. Do 1915 powstało 18 domów. Zaczęto także zatrudniać arabskich robotników do pracy na roli.
Podczas I wojny światowej około 1 tys. Żydów, deportowanych przez Turków z Tel Awiwu i Jafy, osiedliło się w Kefar Sawie. Uchodźcy musieli mieszkać w stajniach i namiotach. Podczas walk turecko-brytyjskich o Palestynę, osada znalazła się na linii frontu i została zniszczona. Większość Żydów powróciła wówczas do swoich domów w Tel Awiwie i Jafie. Podczas arabskich rozruchów w 1921 Kefar Sawa została ponownie zniszczona.
W 1922 żydowscy osadnicy powrócili do Kefar Sawy i rozpoczęli odbudowę osady. W 1924 dołączyła do nich grupa imigrantów z Europy. W tym okresie rozwinęła się uprawa cytrusów. Podczas arabskich rozruchów w latach 1936–1939 Arabowie z pobliskiej miejscowości Kalkilja wielokrotnie napadali na Kefar Sawę i niszczyli uprawy rolnicze. Pomimo tego, osada rozwijała się i w 1937 otrzymała status samorządu lokalnego.
Podczas wojny domowej w Mandacie Palestyny w 1947 Kefar Sawa mocno ucierpiała od arabskich ataków. Podczas wojny o niepodległość w 1948 tutejsze tereny były celem licznych arabskich ataków z Samarii. W 1962 Kefar Sawa otrzymała prawa miejskie.

## Demografia
Zgodnie z danymi Izraelskiego Centrum Danych Statystycznych w 2008 roku w mieście żyło 82,6 tys. mieszkańców, w tym 99,9% Żydów.
Zgodnie z danymi Izraelskiego Centrum Danych Statystycznych w Kefar Sawie w 2000 r. było 31 528 zatrudnionych pracowników i 2648 pracujących na własny rachunek. Pracownicy otrzymujący stałe pensje zarabiali w 2000 średnio 7120 NIS, i otrzymali w ciągu roku podwyżki średnio o 10,1%. Przy czym mężczyźni zarabiali średnio 9343 NIS (podwyżka o 9,9%), a kobiety zarabiały średnio 5033 NIS (podwyżka o 9,7%). W przypadku osób pracujących na własny rachunek średnie dochody wyniosły 8980 NIS. W 2000 roku w Kefar Sawie było 1015 osób otrzymujących zasiłek dla bezrobotnych i 1682 osób otrzymujących świadczenia gwarantowane.
Populacja miasta pod względem wieku:
| Wiek (w latach) | Procent populacji w % |
| --------------- | --------------------- |
| 0-4             | 7,4%                  |
| 5-9             | 6,6%                  |
| 10-14           | 7,1%                  |
| 15-19           | 7,5%                  |
| 20-29           | 15,6%                 |
| 30-44           | 19,1%                 |
| 45-59           | 20,3%                 |
| ponad 60        | 16,5%                 |

Źródło danych: Central Bureau of Statistics.

### Religia

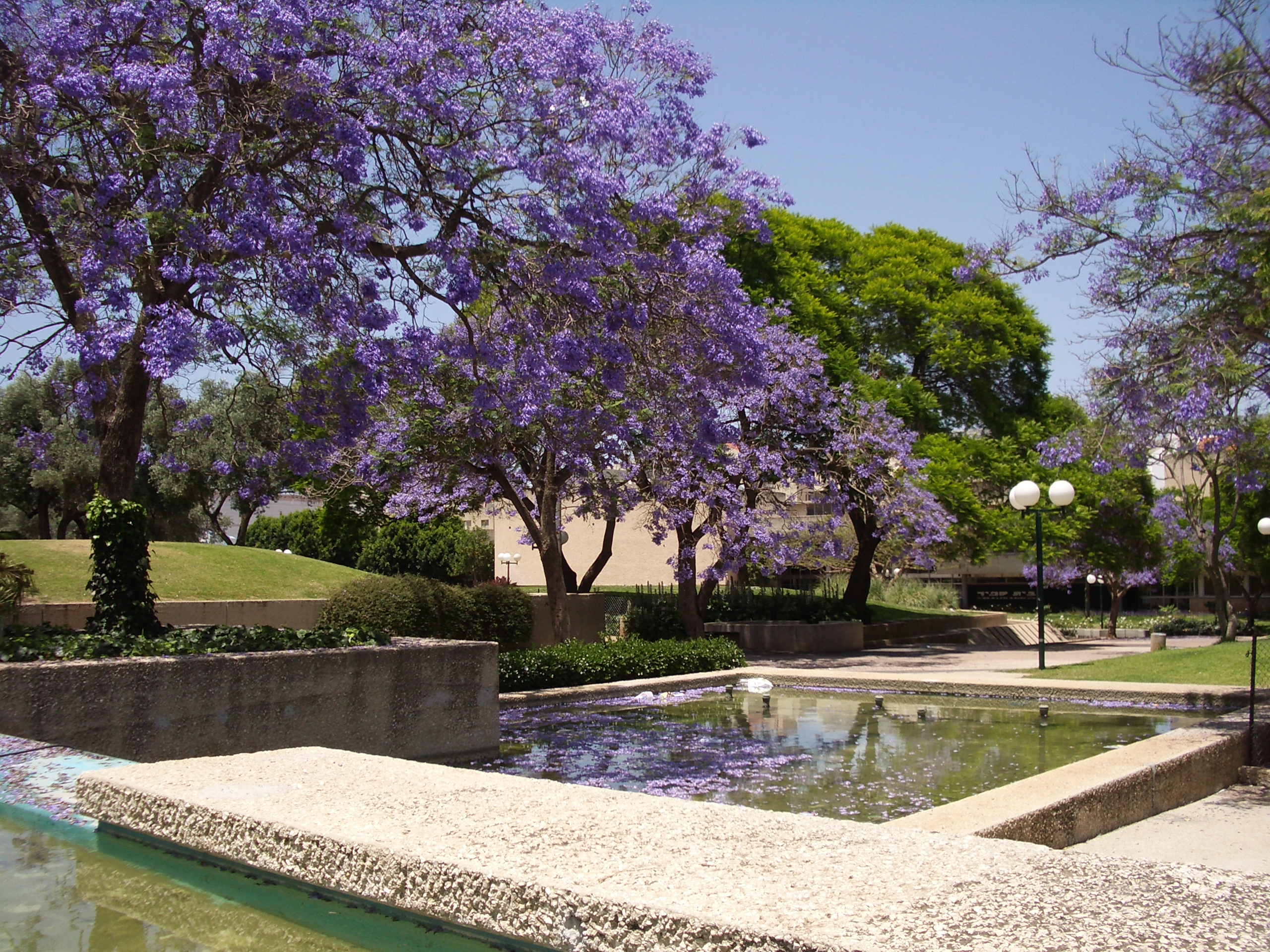
Park centralny w Kefar Sawie

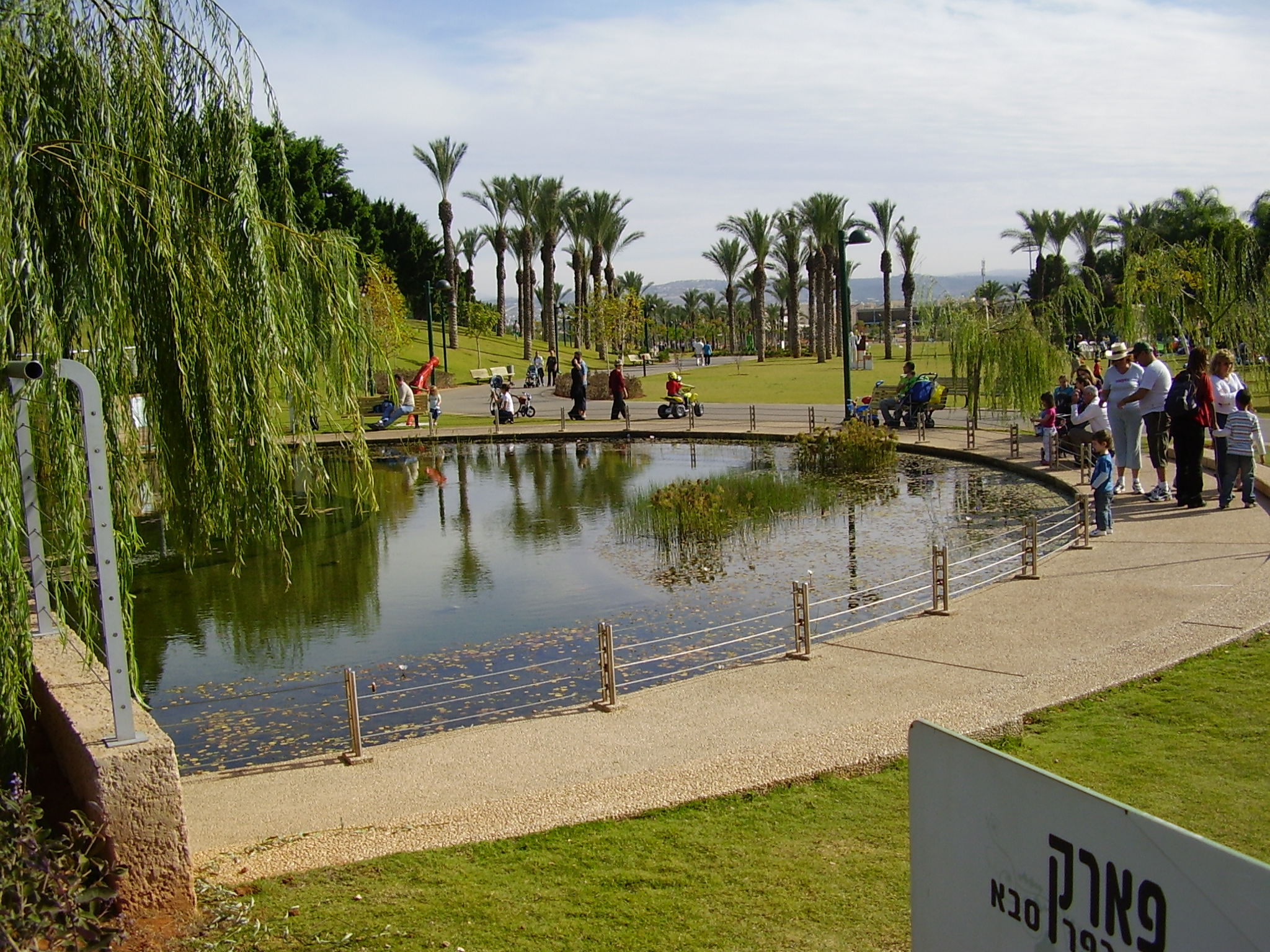
Park centralny w Kefar Sawie

W każdej dzielnicy jest osobny rabin. W mieście znajduje się 80 synagog.

## Gospodarka
Miasto słynie z rolnictwa, jednak w tutejszej strefie przemysłowej znajdują się także liczne firmy high-tech, specjalizujące się w technologiach optycznych i rozwoju oprogramowania komputerowego.
W maju 2004 firma badawcza Givot Olam Oil poinformowała, że złoże roponośne „Meged-4” położone na północ od Kefar Sawy, posiada większe zasoby ropy naftowej niż początkowo się spodziewano.

## Transport
Na wschód od miasta przebiega autostrada nr 6, brak jednak możliwości bezpośredniego wjazdu na nią. Wzdłuż zachodniej granicy miasta przebiega droga ekspresowa nr 4  (Erez – Rosz ha-Nikra). Przez zachodnią część miasta przebiega również droga nr 554 , którą jadąc na północny wschód dojeżdża się do moszawów Gan Chajjim i Cofit, lub jadąc na południowy zachód dojeżdża się do drogi nr 402 . Drogą nr 402 można pojechać na zachód i wjechać na drogę ekspresową nr 4, lub pojechać na południe do miasta Hod ha-Szaron. Wzdłuż południowej granicy miasta przebiega droga nr 531 , którą jadąc na zachód dojeżdża się do drogi nr 402, lub jadąc na wschód dojeżdża się do drogi ekspresowej nr 40  (Kefar Sawa – Ketura) i autostrady nr 6. Wzdłuż wschodniej granicy miasta przebiega droga ekspresowa nr 55  (Kefar Sawa – Nablus).
W południowej części miasta znajduje się stacja kolejowa Kefar Sawa. Pociągi z Kefar Sawy jadą do Lod, Tel Awiwu, Bene Berak, Petach Tikwa i Riszon le-Cijjon.

## Oświata
W mieście znajduje się 20 szkół podstawowych i 21 szkół średnich, w których uczy się 15,6 tys. uczniów.
Są tutaj centra edukacji religijnej Bet Chabad Kefar Sawa, Bet Chabad Kefar Sawa Micrach oraz Chabad School.

## Kultura
W mieście znajduje się muzeum archeologiczne przedstawiające historię regionu od najdawniejszych czasów z ekspozycją licznych cennych eksponatów, które są wzbogacone prezentacjami multimedialnymi.
W Centrum Kultury Mercaz Sapir znajduje się sala koncertowa, biblioteka, galerie sztuki i pracownie artystyczne.

## Służba zdrowia
W zachodniej części miasta znajduje się duży kompleks budynków szpitala Meir.

## Miasta partnerskie
- Jinan, Chiny
- Delft, Holandia
- Bet Dżan Izrael
- Mülheim an der Ruhr, Niemcy
- Wiesbaden, Niemcy
- San José, Kostaryka
- Columbus, Stany Zjednoczone